# Ігера-де-ла-Сьєрра

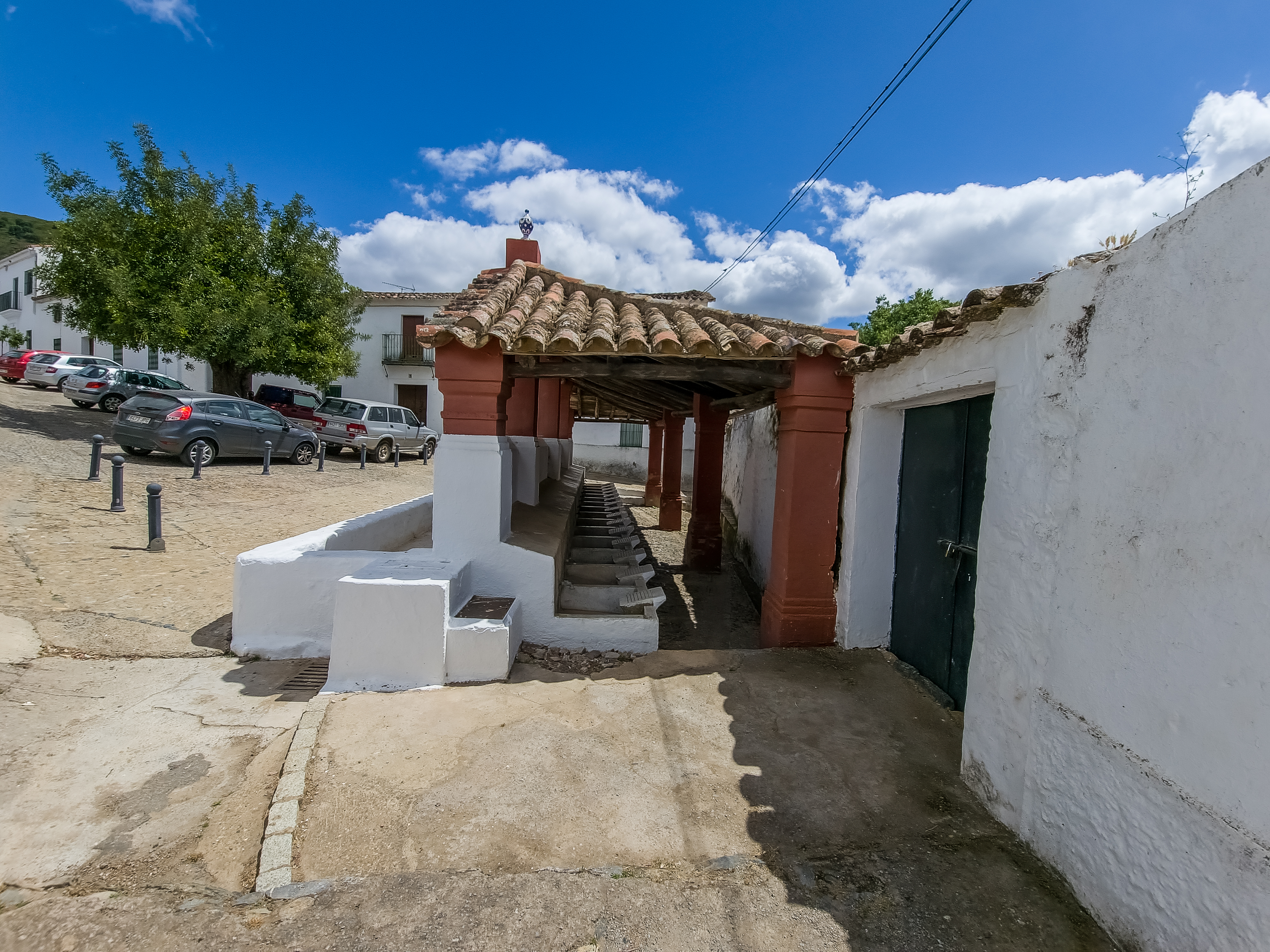

Ігера-де-ла-Сьєрра (ісп. Higuera de la Sierra) — муніципалітет в Іспанії, у складі автономної спільноти Андалусія, у провінції Уельва. Населення — 1409 осіб (2010).
Муніципалітет розташований на відстані близько 370 км на південний захід від Мадрида, 80 км на північний схід від Уельви.

## Демографія
Динаміка населення (INE ):